# Фрегона
Фрегона (итал. Fregona) — коммуна в Италии, располагается в провинции Тревизо области Венеция.
Население составляет 2927 человек, плотность населения составляет 70 чел./км². Занимает площадь 42 км². Почтовый индекс — 31010. Телефонный код — 0438.
Покровителем коммуны почитается святитель Мартин Турский, празднование 11 ноября.

## Города-побратимы
- Кур-Сент-Этьен (Бельгия, с 2009)
- Сесель (Франция, с 1992)